# غم‌خورک شب‌زی ژاپنی
غم‌خورک شب‌زی ژاپنی (نام علمی: Gorsachius goisagi) نام یک گونه از سرده حواصیل شب بر قدیم است با پرهای تیرهٔ قهوه‌ای و خردلی که عموماً شب‌ها به جستجوی غذا می‌پردازد.